# USB1
USB1 (англ. U6 snRNA biogenesis phosphodiesterase 1) – білок, який кодується однойменним геном, розташованим у людей на 16-й хромосомі. Довжина поліпептидного ланцюга білка становить 265 амінокислот, а молекулярна маса — 30 268.
| 10         |  | 20         |  | 30         |  | 40         |  | 50         |
| ---------- |  | ---------- |  | ---------- |  | ---------- |  | ---------- |
| MSAAPLVGYS |  | SSGSEDESED |  | GMRTRPGDGS |  | HRRGQSPLPR |  | QRFPVPDSVL |
| NMFPGTEEGP |  | EDDSTKHGGR |  | VRTFPHERGN |  | WATHVYVPYE |  | AKEEFLDLLD |
| VLLPHAQTYV |  | PRLVRMKVFH |  | LSLSQSVVLR |  | HHWILPFVQA |  | LKARMTSFHR |
| FFFTANQVKI |  | YTNQEKTRTF |  | IGLEVTSGHA |  | QFLDLVSEVD |  | RVMEEFNLTT |
| FYQDPSFHLS |  | LAWCVGDARL |  | QLEGQCLQEL |  | QAIVDGFEDA |  | EVLLRVHTEQ |
| VRCKSGNKFF |  | SMPLK      |  |            |  |            |  |            |

A: Аланін

C: Цистеїн

D: Аспарагінова кислота

E: Глутамінова кислота

F: Фенілаланін

G: Гліцин

H: Гістидин

I: Ізолейцин

K: Лізин

L: Лейцин

M: Метіонін

N: Аспарагін

P: Пролін

Q: Глутамін

R: Аргінін

S: Серин

T: Треонін

V: Валін

W: Триптофан

Кодований геном білок за функціями належить до гідролаз, нуклеаз. 
Задіяний у таких біологічних процесах, як процесинг мРНК, сплайсинг мРНК, альтернативний сплайсинг. 
Локалізований у ядрі.